# Robert F. Stockton
Robert Field Stockton (20 de agosto de 1795–7 de octubre de 1866)  fue un militar y político estadounidense que tuvo una destacada participación en la conquista de  La Alta California por los Estados Unidos.

## Primeros años e inicio de la carrera militar
Stockton nació el 20 de agosto de 1795 en la ciudad de Princeton, en el estado de Nueva Jersey. Pertenecía a una familia de políticos; su padre Richard Stockton, júnior fue senador y representante (diputado) en el Congreso de los Estados Unidos, y su abuelo Richard Stockton (que tenía el mismo nombre de su hijo) fue uno de los firmantes de la Declaración de Independencia de los Estados Unidos, y también magistrado de la Corte Suprema de Nueva Jersey y fiscal general de Nueva Jersey. La casa donde nació Robert Stockton es hoy día un monumento histórico y la calle donde está ubicada (Stockton Street) lleva el apellido de su familia como denominación oficial.
Con apenas 16 años de edad Stockton sirvió en la guerra anglo-estadounidense de 1812 como guardiamarina de la Armada de los Estados Unidos (Marina de Guerra). Cuando esta guerra terminó, Stockton fue asignado para servir en diferentes barcos de la Armada estadounidense que operaban en el mar Mediterráneo, en el mar Caribe y en la costa de África Occidental. Fue el primer oficial naval estadounidense que combatió el tráfico de esclavos negros africanos y capturó varios barcos negreros. Junto con Eli Ayers de la Sociedad Americana de Colonización negoció un tratado que permitió la fundación de la República independiente africana de Liberia.
Durante los últimos años de la década de los años 1820 y la mayor parte de los años 1830 Stockton se dedicó principalmente a asuntos de negocios en Nueva Jersey, pero en 1838 regresó al servicio activo en la Marina con el rango de Capitán de Navío, sirviendo en el área europea. Sin embargo, en 1840 pidió un permiso para dedicarse al trabajo político.

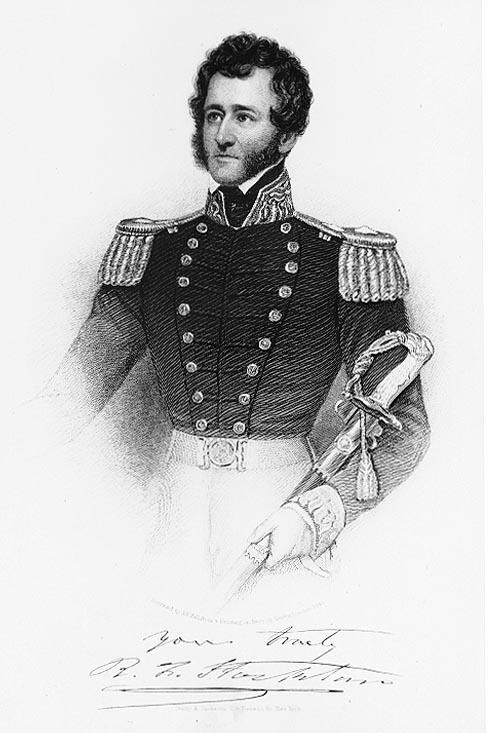
Comodoro Robert F. Stockton.

En 1841 el entonces Presidente de los Estados Unidos John Tyler le ofreció a Stockton el cargo de Secretario de la Armada de los Estados Unidos; aunque Stockton declinó la oferta, trabajó satisfactoriamente para obtener el apoyo político necesario para construir un avanzado para la época barco de vapor de guerra dotado con una batería de cañones muy pesados.
Cuando ese barco, el USS Princeton –diseñado por el famoso inventor John Ericsson y el primero de hélice que tuvo la Armada americana– fue puesto en servicio en 1843 Stockton lo comandó. Los poderosos cañones del barco fueron apodados "El Pacificador" y "Oregon"; pero en 1844 ocurrió un terrible accidente cuando durante una ceremonia a bordo "El Pacificador" estalló y dos Secretarios (Ministros) del Gobierno de Tyler murieron.
A pesar de que él había inventado el cañón defectuoso, Stockton fue absuelto de toda responsabilidad en el trágico accidente por una corte marcial investigadora. Luego fue enviado a Texas al mando del mismo USS Princeton por el nuevo presidente James K. Polk; Stockton llevaba la oferta formal de Polk a Texas para convertirse en un Estado de la Unión americana. Stockton arribó con su barco a Galveston, y mientras permaneció en esa ciudad costera de Texas, se hizo más consciente de la proximidad de la guerra entre su país y México y al regresar a Washington D. C. le comunicó directamente al presidente Polk sus observaciones de que ningún barco sería más útil que el Princeton en el escenario bélico del golfo de México. Posteriormente los registros del Departamento de la Armada le darían la razón, ya que el Princeton solo realizó más servicio que todas las otras naves del Escuadrón del Golfo de México juntas.

## Conquista de Alta California en la Invasión Estadounidense a México

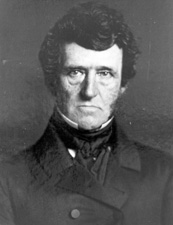
Robert F. Stockton tuvo una destacada participación en la conquista de la Alta California hasta entonces mexicana por los Estados Unidos.

Poco tiempo después de que comenzó la Intervención estadounidense en México, Stockton (que ya tenía el rango de Comodoro) fue nombrado Comandante del Escuadrón del Pacífico, un grupo de naves de la Armada de Estados Unidos cuyo radio de acción era el océano Pacífico. Stockton reemplazaba al comodoro John D. Sloat; el comodoro Sloat había desembarcado el 7 de julio de 1846 en la ciudad de Monterrey en la entonces provincia mexicana de Alta California (la actual California) y luego de una escaramuza (la batalla de Monterrey) con las fuerzas mexicanas había ocupado la ciudad y proclamado la anexión de la provincia por parte de Estados Unidos, siguiendo instrucciones del presidente Polk. Dos días después una pequeña fuerza enviada por Sloat había desembarcado en Yerba Buena (actual San Francisco) y ocupado la ciudad, pero después de eso las operaciones se detuvieron, ya que Sloat no tenía ningún plan de conducir operaciones militares lejos de la costa.
El 23 de julio de 1846 Stockton arribó al puerto de Monterrey para asumir el mando de su nueva fuerza y relevar a Sloat; este le entregó el mando y se marchó pronto a casa, en los Estados Unidos. El buque insignia de Stockton era el USS Congress y su fuerza combinada estaba formada por tres fragatas con aproximadamente 480 hombres en cada una, un navío con aproximadamente 780 hombres, y hasta cuatro balandras con aproximadamente 200 hombres cada uno así como tres barcazas. Era la fuerza militar más poderosa operando en ese momento en Alta California y por tanto convertía a Stockton en el comandante militar de mayor rango en ese teatro de operaciones; además Stockton había heredado de Sloat el título de «Gobernador Militar de Alta  California» que el presidente Polk le había asignado a aquel.
Otras circunstancias beneficiaban a Stockton: antes de que Sloat desembarcara en Alta California, los colonos estadounidenses que vivían en Alta California bajo soberanía mexicana se habían alzado en armas dirigidos por un mayor del Ejército de los Estados Unidos llamado John C. Frémont (que había llegado a Alta California unos meses antes con una reducida tropa para una supuesta expedición científica). Los rebeldes habían ocupado sin pelea la ciudad de Sonoma y allí habían proclamado un supuesto Estado independiente llamado República de California, pero al tener noticias de la llegada de Sloat habían disuelto su República y jurado lealtad a los Estados Unidos.
Frémont se había juntado a los rebeldes californianos con sus propios hombres y había creado una fuerza llamada por él Batallón California; ofreció sus servicios a Sloat, pero este no quiso trabajar con él. Sin embargo Stockton sí aceptó a Frémont y sus hombres; Stockton ascendió a Frémont a teniente coronel, le otorgó al Batallón California carácter legal de unidad regular del Ejército estadounidense y ratificó a Frémont como su comandante, y de hecho lo convirtió en su lugarteniente para la conquista de la Alta California.
Como primer paso en la campaña militar para la conquista del resto de la Alta California, Stockton ordenó a Frémont que embarcara en el USS Cyane con 160 hombres (entre miembros del Batallón California y marines del escuadrón de Stockton) y que desembarcara con ellos en San Diego para ocupar esa ciudad clave en la región. El 26 de julio de 1846 la fuerza comandada por Frémont embarcó y el 29 de julio desembarcó y ocupó San Diego sin encontrar resistencia.
El 6 de agosto de 1846 Stockton ancló en el puerto de San Pedro y marchó con sus tropas al interior para ocupar la ciudad de Los Ángeles. En el camino se reunió con Frémont que venía de San Diego con el grueso de sus fuerzas; al enterarse del avance de Stockton el comandante de las fuerzas mexicanas, el general José Antonio Castro, huyó precipitadamente con sus fuerzas a Sonora, abandonando su artillería.
El 13 de agosto las fuerzas combinadas de Stockton y Frémont entraron en la ciudad de Los Ángeles al son de "Yankee Doodle" y "Hail Columbia", tocadas por la banda marcial de los marines y con las banderas desplegadas al viento. Los Ángeles cayó sin ofrecer resistencia; las tropas de Stockton ocuparon el cuartel general y la residencia del Gobernador mexicano de la Alta California, que había huido. Después de permanecer tres semanas en Los Ángeles, Stockton se marchó a San Diego dejando al teniente de los marines Archibald H. Gillespie –a quien Stockton había confirmado anteriormente como lugarteniente de Frémont– al mando de la ciudad ocupada. Stockton también envió a Washington D. C. al famoso explorador Kit Carson para informar de sus progresos y de los detalles de la conquista de la Alta  California.
Gracias a las agresivas operaciones de Sloat, Frémont y Stockton al final del verano toda la Alta California parecía estar en manos estadounidenses; pero pronto se inició una rebelión de los campesinos mexicanos del sur del territorio contra la ocupación americana. La rebelión comenzó en Los Ángeles el 22 de septiembre de 1846, cuando residentes de la ciudad dirigidos por el general mexicano José María Flores se levantaron en armas furiosos por el gobierno autoritario y arbitrario del teniente Gillespie; luego de un tiroteo en la Casa de Gobierno de la ciudad el teniente y sus hombres buscaron refugio en una posición fortificada llamada Fort Hill y enviaron a un hombre a San Diego a pedir refuerzos a Stockton. Pero finalmente Gillespie decidió el 30 de septiembre aceptar la propuesta de los mexicanos que le ofrecían dejarlo evacuar la ciudad y se retiró con sus hombres a la bahía de San Pedro donde embarcó para volver con la flota de Stockton, quedando Los Ángeles de nuevo en manos mexicanas. Este período de ocupación estadounidense y resistencia mexicana se conoce como el Sitio de Los Ángeles.
Con la insurrección mexicana en el sur de la Alta California Stockton tuvo que retomar una campaña que parecía terminada, pero pronto recibió refuerzos. El 25 de septiembre de 1846 el general del Ejército estadounidense Stephen W. Kearny partió para apoyarlo luego de conquistar los hasta entonces territorios mexicanos de Arizona y Nuevo México, por el camino envió de regreso a 200 de los 300 hombres que llevaba luego de enterarse de que el territorio ya había sido ocupado por fuerzas estadounidenses, para luego sufrir una sorpresa al ser atacado y derrotado por los mexicanos. Stockton acudió a su rescate con una columna de alivio y así Kearny y los noventa hombres que le quedaban pudieron replegarse a San Diego con las fuerzas de Stockton.
A pesar de todo los hombres de Kearny eran de utilidad para ayudar a derrotar la resistencia mexicana; pero como contrapartida surgió un dilema sobre quien debía ejercer el mando superior de las fuerzas combinadas, ya que Stockton y Kearny tenían rangos militares equivalentes de igual importancia y ambos tenían argumentos para reclamar la dirección de las operaciones en Alta  California. En principio la disputa se zanjó a favor de Stockton y Kearny tuvo que aceptar temporalmente su mando, ya que Stockton había llegado primero y tenía mayor cantidad de tropas en el terreno.
De acuerdo a la estrategia trazada por los comandantes estadounidenses, las fuerzas fueron divididas en dos; unos 450 hombres bajo el mando de Frémont debían operar desde la zona de San Juan Bautista mientras otros 500 hombres bajo el mando directo de Stockton y Kearny debían hacer presión desde otra dirección, convergiendo ambas fuerzas sobre Los Ángeles para aplastar la revuelta mexicana. Primero los estadounidenses consolidaron su dominio del área de San Diego y luego avanzaron para cerrar más las tenazas sobre Los Ángeles.
El 24 de diciembre Frémont ocupó la ciudad de Santa Bárbara siguiendo órdenes de Stockton; mientras este y Kearny se trasladaban por barco a Los Ángeles cerrando así el cerco sobre el último reducto mexicano en la Alta California.
Entonces Stockton y Kearny se dispusieron a lanzar el ataque final para ocupar Los Ángeles con una fuerza de 660 hombres; el general mexicano Flores pidió una tregua para consultar la rendición con el Gobierno mexicano, pero Stockton lo consideró una maniobra dilatoria y exigió la rendición incondicional, ofreciendo la amnistía para todos los combatientes mexicanos excepto el propio Flores, a quien dijo que iba a pegarle un tiro o hacerlo prisionero. Ante la falta de acuerdo, estadounidenses y mexicanos libraron las dos batallas más decisivas y cruentas de la campaña; fueron éstas la batalla del Río San Gabriel y la batalla de La Mesa, los días 8 y 9 de enero de 1847 respectivamente, en las que las fuerzas mexicanas fueron totalmente derrotadas y se retiraron gravemente diezmadas. El 10 de enero el general Flores abandonó Los Ángeles y el 11 de enero renunció al mando de los restos de las fuerzas mexicanas en Alta  California, transfiriendo ese mando al general Andrés Pico, y se marchó a Sonora.
El general Pico intentó retirarse con sus hombres, pero en el camino se encontró con la fuerza de 320 hombres al mando de Frémont con la que este se había dispuesto a cerrar el cerco de los derrotados mexicanos; viendo su retirada cortada, Pico decidió rendirse. El 13 de enero de 1847 Frémont y Pico firmaron el tratado de Cahuenga por el cual todas las fuerzas mexicanas que quedaban en Alta California se rendían ante las fuerzas estadounidenses y terminaba definitivamente la resistencia a la invasión; a partir de entonces la guerra terminó en dicho territorio  y la provincia quedó bajo el firme control de Estados Unidos.
Tres días después, el 16 de enero, Stockton nombró a Frémont como su sucesor en el cargo de Gobernador Militar de la Alta California; lo que originó un grave conflicto legal y político con el general Kearny que reclamaba ese cargo para él. El conflicto se resolvió unos meses después cuando Kearny consiguió el apoyo del Presidente Polk para asumir el cargo y entonces arrestó a Frémont por motín e insubordinación.

## Carrera política
En mayo de 1850 Stockton renunció a la Marina para dedicarse a negocios privados y actividades políticas.
Posteriormente la Legislatura de Nueva Jersey (Asamblea Legislativa estatal) eligió a Stockton senador de Nueva Jersey al Senado de los Estados Unidos para el período que comenzaba el 4 de marzo de 1851; Stockton era miembro del Partido Demócrata de los Estados Unidos.
En su ejercicio como senador Stockton patrocinó un proyecto de ley para abolir la flagelación como castigo en la Armada de los Estados Unidos.
El 10 de enero de 1853 Stockton renunció a su cargo de senador para ocupar el puesto de presidente de la Delaware and Raritan Canal Company (una empresa privada); empleo que ocuparía hasta 1866.

## Fallida nominación presidencial
En 1856 Stockton fue nominado a la candidatura presidencial de un nuevo partido político llamado «Partido Americano» (brazo partidista del movimiento anticatólico Know Nothing) durante la Convención Nacional de ese partido que se celebró en Filadelfia entre el 22 y el 25 de febrero de ese año; sin embargo, Stockton era sólo uno de los varios precandidatos que competían por la nominación presidencial de la nueva organización.
En la primera votación para la candidatura presidencial de la Convención, Stockton apenas obtuvo el voto de 8 delegados y fue el sexto precandidato más votado; en la segunda y definitiva votación obtuvo sólo 2 votos y empató en el quinto lugar con otros dos aspirantes, por lo que fracasó en su aspiración presidencial. El ganador fue el expresidente Millard Fillmore, que quedó así elegido como candidato del Partido Americano a Presidente de los Estados Unidos; pero en las elecciones presidenciales realizadas el 4 de noviembre de 1856 Fillmore perdió y llegó de tercero.
Como nota curiosa, si Stockton hubiera ganado la candidatura presidencial del Partido Americano, tendría que haberse enfrentado en las elecciones presidenciales a su ex-subalterno en la campaña militar de California, John Charles Frémont; ya que este era el candidato presidencial del Partido Republicano aquel año.

## Mediación fallida para evitar la Guerra Civil y últimos años
En febrero de 1861 Stockton participó en una famosa Conferencia de Paz que reunió a más de cien líderes políticos en un fracasado intento para evitar la guerra de Secesión que estalló ese mismo año. En 1863 él fue designado al mando de la milicia estatal de Nueva Jersey cuando el Ejército Confederado invadió Pensilvania.
El comodoro Robert F. Stockton murió en Princeton, Nueva Jersey, el 7 de octubre de 1866 y está enterrado en el cementerio de Princeton. Su hijo John P. Stockton también fue senador de Nueva Jersey ante el Senado de los Estados Unidos en dos ocasiones.